# Sabien Tiels
Sabien Tiels, artiestennaam van Sabine Marie Ghislaine Tielens (Hasselt, 30 oktober 1976), is een Vlaamse singer-songwriter.

## Biografie
Sabine Tielens was op jonge leeftijd al zeer muzikaal. In 1986, toen ze amper tien jaar oud was, deed ze al mee aan soundmixshows, waar ze J'aime la vie van Sandra Kim ten gehore bracht. Op haar dertiende behaalde ze de derde plaats tijdens het liedjesfestival Euronoté in Italië. Vervolgens nam Tielens lessen in notenleer, zang, piano, dictie en jazzballet. Op veertienjarige leeftijd deed ze ingangsexamen in de Kunsthumaniora van Hasselt.
In 1992 verscheen haar eerste single, Veel te mooi, een nummer van Roger Baeten. Hiermee trad ze op in de populaire televisieshow Tien om te zien. Tielens kreeg een platencontract bij Alora Music en schreef zelf haar tweede single, getiteld Voor jou. Dit nummer werd goed ontvangen, waardoor ze besloot voortaan vaker zelf haar nummers te schrijven. Ze zette haar carrière voort onder de artiestennaam Sabien Tiels.
Haar doorbraak volgde in 1995, toen zij met het nummer Hou je morgen nog van mij veel media-aandacht wist te trekken. Aansluitend won ze een Radio 2 Zomerhit voor het beste solodebuut. Met de single Hemels scoorde Tiels in september van dat jaar voor het eerst een hit in de Vlaamse Ultratop 50. Ook de opvolger Iemand die om je geeft bereikte de hitparade.
In 1996 nam Tiels deel aan De Gouden Zeemeermin, dat jaar de Belgische voorronde voor het Eurovisiesongfestival. Ze trad aan met het zelfgeschreven lied Nooit meer alleen, maar kwam niet verder dan de zesde plaats. Haar hieropvolgend verschenen debuutalbum Hou je morgen nog van mij werd wel een succes. De van dit album getrokken singles Moeder van mijn moeder en Trein groeiden uit tot de grootste hits uit haar carrière.
Haar tweede album, Hier hoor ik thuis, werd uitgebracht in 1997. Op dit album staan onder andere een samenwerking met Toots Thielemans en een medley van liedjes van Ann Christy. Ter promotie hiervan maakte Tiels voor het eerst een theatertournee door Vlaanderen. Een tweede theatertournee volgde in 1999, na het verschijnen van haar derde album Ik ben ik. Bij het maken van dit album kreeg ze hulp van onder meer Wigbert Van Lierde en Jo Lemaire.
In 2000 toerde Tiels langs festivals en theaters met het programma Ode aan betreurde stemmen. Hierin gaf ze met onder anderen Dirk Blanchart en Philippe Robrecht een muzikaal eerbetoon aan overleden muzikanten zoals Ann Christy, Louis Neefs en Wim De Craene. Een jaar later lanceerde ze het album Optie adoratie, met daarop haar persoonlijke interpretatie van bekende nummers van kleinkunstenaars, waaronder Herman van Veen, Miel Cools, Jacques Brel en Zjef Vanuytsel. 
Hoewel ze in de hitlijsten geen grote successen meer scoorde, bleef Tiels succesvol als singer-songwriter. Naast haar werkzaamheden als muzieklerares en zangpedagoge aan de muziekacademie van Tongeren, bracht ze in 2003 het zelfgeschreven album Ritme van de tovenaar uit, dat geproduceerd werd door haar pianist, arrangeur en levenspartner Dirk Schreurs. Met Schreurs huwde zij in 2007.
In januari 2008 verscheen haar album De overkant, waarna een nieuwe concertreeks volgde. Vervolgens maakte Tiels, samen met Andrea Croonenberghs en Sofie Van Moll, een succesvolle theatertour onder de titel Meisjes!. Hierin zongen zij nummers van onder meer Boudewijn de Groot, Raymond van het Groenewoud en Kris De Bruyne.
Met Wim Claes als producer bracht Tiels vanaf 2010 drie singles uit: Nieuwe man (2010), Eerste liefde (2011) en Vang me als ik val (2012), dat ze samen componeerde met Stefaan Fernande. Geen van de nummers werd een hit. In 2015 trad Tiels toe tot de Nijghse Vrouwen, een gelegenheidskwartet dat verder bestond uit Astrid Nijgh, Riet Muylaert en Amaryllis Temmerman. De groep werd opgericht als eerbetoon aan tekstschrijver Lennaert Nijgh en ondernam een succesvolle theatertournee met diens repertoire.
Eind 2016 bracht Tiels het album Mannelijk schoon uit, een album vol duetten met mannelijke singer-songwriters zoals Johan Verminnen, Nol Havens, Stoomboot, Guido Belcanto en Rocco Granata. De duetten met Wigbert (Niks mis mee), Marcel de Groot (Is het dit nu?), Stef Bos (De reis), Berlaen (Kómmen hole) en Hans de Booij (Nooit ofte nooit) werden uitgebracht als single en kregen veel aandacht op de Vlaamse radiozenders.
In 2018 koos Tiels voor een nieuw en dansbaar geluid. Nummers als Hier en nu (mede geschreven door Udo Mechels), Jij kent me beter dan ik, Dans en Wildste ritme scoorden zeer goed in de Vlaamse Top 50. Deze singles verschenen in 2019 op het album Licht. In februari 2021 bereikte Tiels voor het eerst sinds 1996 weer de reguliere Ultratop 50 met de single Als jij het niet meer weet, een duet met Westelinck. Haar negende studioalbum Adelaar kwam uit in 2022.

## Discografie

### Albums
| Album met hitnotering(en) in de Vlaamse Ultratop 200 albums | Datum van verschijnen | Datum van binnenkomst | Hoogste positie | Aantal weken | Opmerkingen |
| ----------------------------------------------------------- | --------------------- | --------------------- | --------------- | ------------ | ----------- |
| Hou je morgen nog van mij                                   | 1996                  | 06-04-1996            | 15              | 14           |             |
| Hier hoor ik thuis                                          | 1997                  | 24-05-1997            | 37              | 4            |             |
| Ik ben ik                                                   | 1999                  | -                     | -               | -            |             |
| Optie adoratie                                              | 2001                  | -                     | -               | -            |             |
| Ritme van de tovenaar                                       | 2003                  | -                     | -               | -            |             |
| De overkant                                                 | 2008                  | -                     | -               | -            |             |
| Mannelijk schoon                                            | 2016                  | 03-12-2016            | 147             | 2            |             |
| Licht                                                       | 2019                  | -                     | -               | -            |             |
| Dichtbij                                                    | 2022                  | -                     | -               | -            | ep          |
| Adelaar                                                     | 2022                  | -                     | -               | -            |             |

### Singles (hitnoteringen)
| Single met hitnotering(en) in de Vlaamse Ultratop 50 | Datum van verschijnen | Datum van binnenkomst | Hoogste positie | Aantal weken | Opmerkingen                                     |
| ---------------------------------------------------- | --------------------- | --------------------- | --------------- | ------------ | ----------------------------------------------- |
| Hemels                                               | 1995                  | 02-09-1995            | 43              | 1            |                                                 |
| Iemand die om je geeft                               | 1995                  | 09-12-1995            | 49              | 1            |                                                 |
| Moeder van mijn moeder                               | 1996                  | 25-05-1996            | 46              | 2            |                                                 |
| Trein                                                | 1996                  | 06-07-1996            | 38              | 9            | Nr. 8 in de Vlaamse Top 10                      |
| En toen                                              | 1996                  | 12-10-1996            | tip12           | -            |                                                 |
| Vang me als ik val                                   | 2012                  | 30-06-2012            | tip60           | -            |                                                 |
| Niks mis mee                                         | 2015                  | 15-08-2015            | tip43           | -            | met Wigbert Nr. 20 in de Vlaamse Top 50         |
| Is het dit nu?                                       | 2016                  | 14-05-2016            | tip21           | -            | met Marcel de Groot Nr. 10 in de Vlaamse Top 50 |
| De reis                                              | 2016                  | 03-12-2016            | tip31           | -            | met Stef Bos Nr. 17 in de Vlaamse Top 50        |
| Kómmen hole                                          | 2017                  | 10-06-2017            | tip             | -            | met Berlaen Nr. 47 in de Vlaamse Top 50         |
| Nooit ofte nooit                                     | 2017                  | 30-09-2017            | tip             | -            | met Hans de Booij Nr. 42 in de Vlaamse Top 50   |
| Hier en nu                                           | 2018                  | 10-03-2018            | tip29           | -            | Nr. 13 in de Vlaamse Top 50                     |
| Jij kent me beter dan ik                             | 2018                  | 14-07-2018            | tip7            | -            | Nr. 4 in de Vlaamse Top 50                      |
| Eerst geloven en dan zien                            | 2018                  | 03-11-2018            | tip25           | -            | Nr. 15 in de Vlaamse Top 50                     |
| Dans                                                 | 2019                  | 20-04-2019            | tip20           | -            | Nr. 5 in de Vlaamse Top 50                      |
| Wildste ritme                                        | 2019                  | 31-08-2019            | tip6            | -            | Nr. 6 in de Vlaamse Top 50                      |
| Ooit kom je thuis                                    | 2020                  | 25-01-2020            | tip             | -            | Nr. 40 in de Vlaamse Top 50                     |
| Reizen in mijn hoofd                                 | 2020                  | 23-05-2020            | tip15           | -            | Nr. 16 in de Vlaamse Top 50                     |
| Als jij het niet meer weet                           | 2020                  | 06-02-2021            | 44              | 2            | met Westelinck Nr. 6 in de Vlaamse Top 50       |
| Hoop                                                 | 2021                  | 13-02-2021            | tip10           | -            | Nr. 7 in de Vlaamse Top 50                      |
| Vandaag even niet                                    | 2021                  | 29-05-2021            | tip             | -            | Nr. 26 in de Vlaamse Top 50                     |

### Overige singles
- Veel te mooi (1992)
- Voor jou (1993)
- Ondersteboven (1994)
- Hou je morgen nog van mij (1995)
- Ik weet niet hoe (1996)
- Is dit nu leven (1996)
- Hier hoor ik thuis (1997)
- Van voor af aan (1997)
- Ik wil alleen maar zijn (1997)
- Ik ben ik (1998)
- Breek het ijs (1998)
- Leun op mij (1999)
- Alles (1999)
- Neem me (1999)
- Houten kop (2001)
- Hoor je mijn hart nog (2002)
- In deze tijd (2003)
- Nieuwe man (2010)
- Eerste liefde (2011)
- Een nieuwe dag (2018)
- Er is meer (2021) (Nr. 13 in de Vlaamse Top 30)
- Zoals het vroeger was (2022) (Nr. 19 in de Vlaamse Top 30)
- Als de nacht valt (2022)
- 1+1=3 (2022) (Nr. 22 in de Vlaamse Top 30)
- Adelaar (2022) (Nr. 18 in de Vlaamse Top 30)
- Jij bent alles (2023) (Nr. 13 in de Vlaamse Top 30)
- Nog één keer (2023) (Nr. 19 in de Vlaamse Top 30)
- Als de dag weer nacht wordt (2023) (Nr. 7 in de Vlaamse Top 30)
- Woorden genoeg (2024) (Nr. 15 in de Vlaamse Top 30)
- We zijn er nog (2024)